# Pachyteria kurosawai
Pachyteria kurosawai är en skalbaggsart som beskrevs av Tatsuya Niisato 2001. Pachyteria kurosawai ingår i släktet Pachyteria och familjen långhorningar. Inga underarter finns listade i Catalogue of Life.